# Käthe Wolff
Käthe Wolff, auch Käte Wolff, Pseudonym Lalouve, (* Mai 1882 in Berlin; † 1968 in New York) war eine deutsche Illustratorin, Scherenschnittkünstlerin und Gestalterin.

## Leben und Werk
Käthe Wolff wuchs in ihrer Geburtsstadt Berlin auf und studierte dort an der Unterrichtsanstalt des Kunstgewerbemuseums Berlin. 1912 nahm sie mit ihren Entwürfen an der zeitgenössischen Silhouetten-Ausstellung des Kunstgewerbehauses in Berlin teil. 1914 erwarb sie ihr Diplom auf der BUGRA, der Internationalen Ausstellung für Buchgewerbe und Graphik in Leipzig.
In den darauffolgenden Jahren erschienen ihre Mappenwerke, 1915 die Schattenbilder und 1917 Es war Einmal, die hauptsächlich aus Märchenillustrationen bestanden.
Käthe Wolff illustrierte unter anderem deutsche Märchen mit Scherenschnitten bzw. Schattenbildern und gestaltete Inserate und Firmenschilder. Charakteristisch für ihre Arbeiten ist das ornamentale Rahmenwerk, mit dem sie ihre figürlichen Darstellungen gerne einfasste.
1916 beteiligte sie sich zusammen mit anderen Berliner Scherenschnittkünstlern, wie Carlos Tips, Udo Mochi, Johanna Beckmann, Lotte Nicklaß und Marthe Landsberger-Sachs mit Scherenschnitten zum Ersten Weltkrieg an der von der Kronprinzessin Cecilie (1886–1954) gegründeten Kriegskinderspende deutscher Frauen.
1933 flüchtete Käthe Wolff nach Paris, wo sie unter anderem für Père Castor arbeitete und eine beliebte Buchreihe für Kinder produzierte, die ausschließlich aus Scherenschnitten bestand. Sie arbeitete dort auch für den Verleger Ernest Flammorian, für den sie Kinder- und Liederbücher illustrierte. Er überredete sie dazu, 1936 ihren Namen zu ändern, bzw. ihre Kunstwerke mit einem neuen Namen zu unterschreiben. Ab diesem Zeitpunkt nutzte sie das Pseudonym Lalouve.
Nach dem Fall Frankreichs gelang es ihr unterzutauchen und nach New York zu fliehen, wo sie 1968 verstarb.